# Irma Vep
Irma Vep è un film del 1996 scritto e diretto da Olivier Assayas, con protagonista Maggie Cheung.
È stato presentato nella sezione Un Certain Regard al 49º Festival di Cannes.

## Trama
Maggie Cheung, stella del cinema d'arti marziali di Hong Kong, arriva a Parigi per recitare nel rifacimento di un celebre film del cinema muto francese, I vampiri di Louis Feuillade, dopo essere stata scelta per imperscrutabili motivi dal regista René Vidal per il ruolo della sua protagonista, la ladra Irma Vep.
Spaesata dalla disorganizzazione del set e dal non sapere la lingua, Maggie viene affiancata dalla costumista Zoé, che parla inglese e le fornisce il costume di Irma Vep, una sorta di catsuit in lattice aderente reperita in un sexy shop. Vidal si è prefissato un'accuratezza quasi filologica al film originale, a partire dal bianco e nero e dall'assenza di sonoro, ma, chiacchierando con Zoé, Maggie scopre che la sua carriera è in declino da tempo e che sono in molti a trovare la scelta di rifare I vampiri solo l'ultima di una serie di passi falsi di un autore al tramonto.
Le riprese partono goffamente e in ritardo: dopo che la proiezione del primo giorno di girato rivela prevedibilmente tutti i limiti del progetto, Vidal se ne va demoralizzato, mentre Maggie viene accompagnata da Zoé a una cena con altri membri della troupe, dove scopre che la costumista è attratta da lei. A tarda notte, mentre cerca di rientrare in hotel, riceve una chiamata di Vidal, e finisce per prenderlo in simpatia al termine di una discussione in inglese stentato sul cinema e sul suo personaggio. Rientrata con ancora addosso i vestiti di Irma Vep dalla fine della giornata di riprese, Maggie comincia come sonnambula a interpretarne letteralmente il ruolo, mentre scivola tra le camere e i tetti dell'edificio e ruba oggetti preziosi.
Il giorno dopo, René non si fa vedere sul set, preferendo montare il girato a casa sua, e l'attrice subisce un'intervista da parte di un giovane critico dalle opinioni molto zelanti sullo stato del cinema di Vidal e di quello francese in generale. Mentre la riaccompagna all'hotel, Zoé prova a farsi avanti con Maggie, ma viene respinta. La produzione comunica che René non può più proseguire a causa di un esaurimento nervoso e sarà un regista suo amico a finire il film. Quest'ultimo accetta solo a condizione di poter cambiare l'attrice protagonista, ritenendo che Irma Vep debba essere francese. Maggie viene quindi licenziata e dovrebbe partire con un volo per New York. In sala proiezione, il nuovo regista e la troupe si accingono senza troppo entusiasmo a visionare il vecchio montato di René, scoprendo però che questo l'ha radicalmente alterato graffiando la pellicola per riempirla di lettrismi, trasformando il film in qualcosa di completamente nuovo.

## Produzione
Il film è stato scritto da Assayas in 10 giorni e girato in meno di un mese in 16 millimetri.

## Distribuzione
Il film è stato presentato in anteprima il 15 maggio 1996 alla 49ª edizione del Festival di Cannes. È stato distribuito nelle sale cinematografiche francesi da Haut et Court a partire dal 13 novembre 1996.

## Riconoscimenti
- 1997 - Boston Society of Film Critics Awards
  - Candidatura per il miglior film in lingua straniera
- 1997 - Chicago Film Critics Association Awards
  - Candidatura per il miglior film in lingua straniera
- 1998 - National Society of Film Critics Awards
  - Candidatura per la miglior attrice non protagonista a Nathalie Richard